# Åfjorden

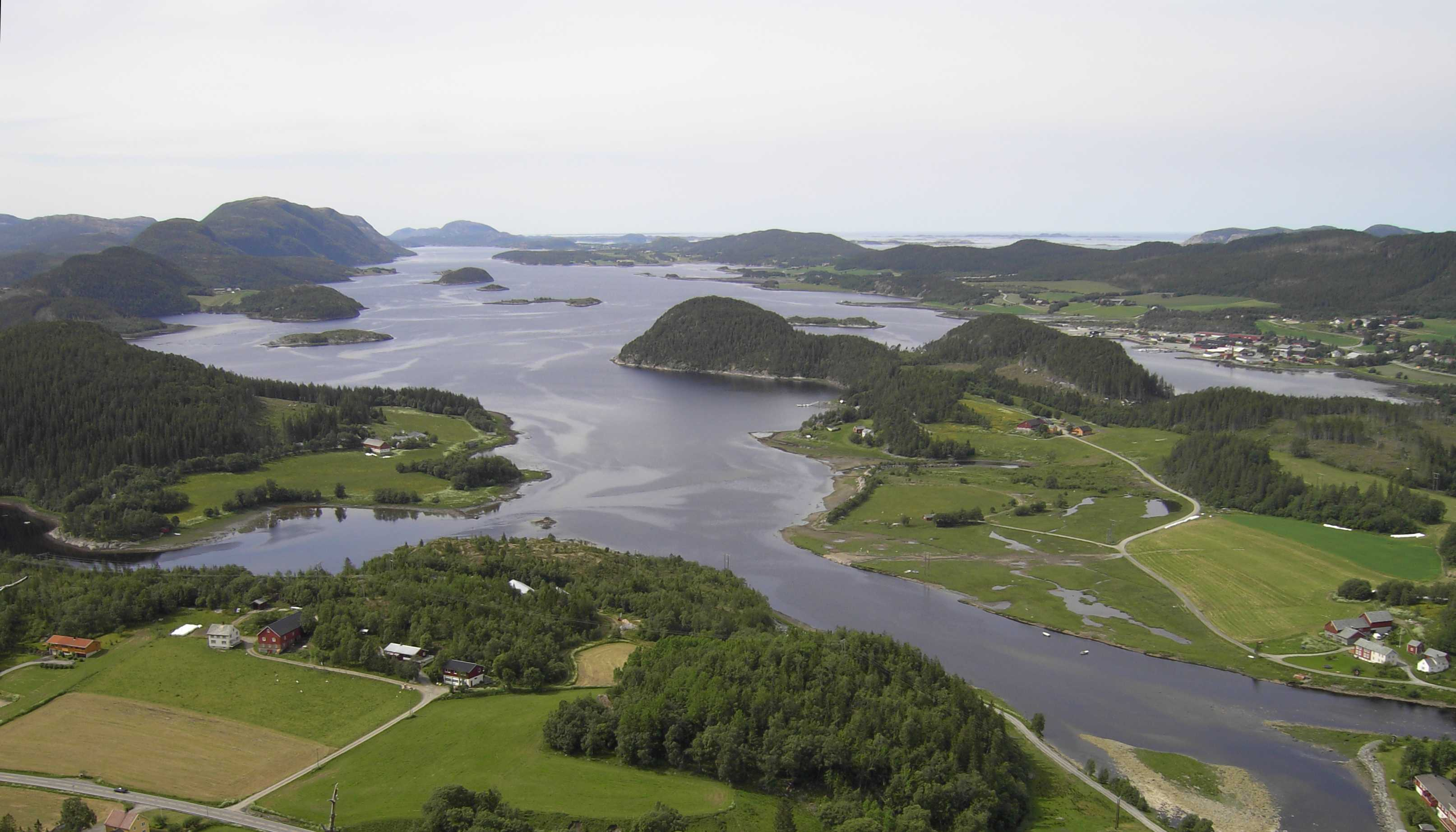
Åfjorden sedd från berget Melanakken.

Åfjorden är en fjord i Åfjords kommun, på den västra sidan av halvön Fosen i Trøndelag fylke i mellersta Norge. Den har sitt inlopp vid gränsen mot Ørlands kommun (Lauvøyfjorden) och sträcker sig därifrån åt nordöst. Vid dess innersta ände ligger tätorten Åfjord, som bland annat omfattar kommunens centralort Årnes. Fjorden är som djupast i dess mellersta del där den som mest når ett djup på 122 meter under havet, sydöst om byn Rånes.